# Sjednocené demokratické síly
Sjednocené demokratické síly (bělorusky Аб'яднаныя дэмакратычныя сілы Беларусi, rusky Объединённые демократические силы) je koalice politických stran, které stojí v opozici vůči prezidentovi Lukašenkovi. Ideologicky se jedná o různorodé uskupení: členy jsou liberálně konzervativní Jednotná občanská strana Běloruska, Běloruská sjednocená levicová strana "Spravedlivý svět" (do roku 2009 vystupující jako Strana běloruských komunistů), Běloruská sociálně demokratická strana (Hramada), sociálně demokratická Běloruská strana práce, národně konzervativní Strana BNF a hnutí Za svobodu!. Společným cílem je odstranění autoritárního režimu a nastolení liberální demokracie.